# Medasina quadrinotata
Medasina quadrinotata är en fjärilsart som beskrevs av W. Warren 1893. Medasina quadrinotata ingår i släktet Medasina och familjen mätare. Inga underarter finns listade i Catalogue of Life.